# ゲル (家屋)

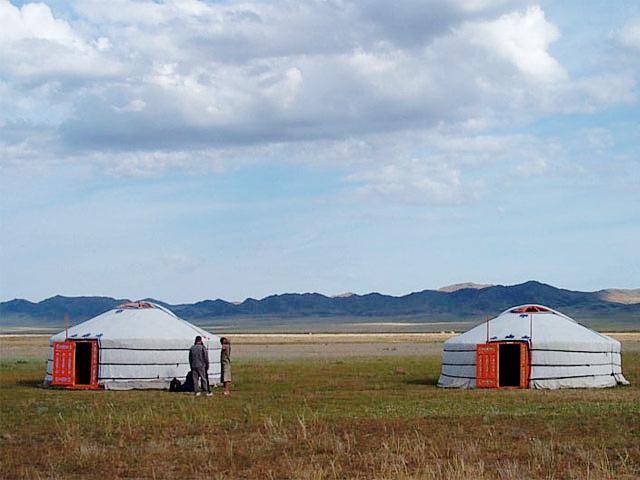
モンゴルのゲル

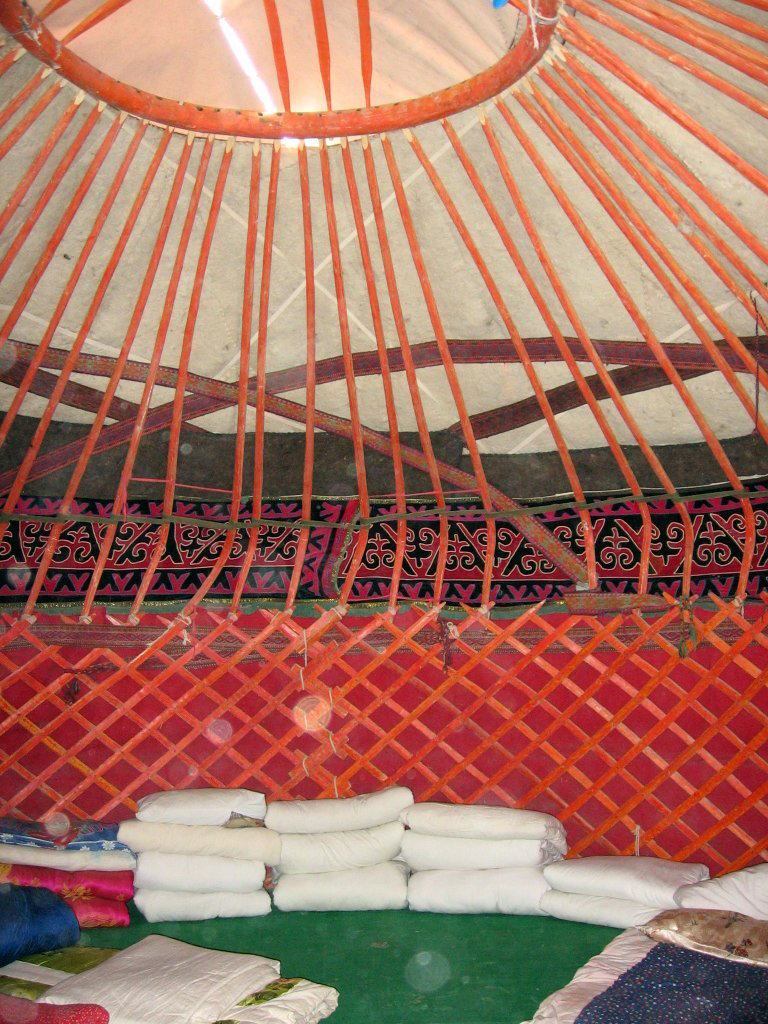
ゲルの内部

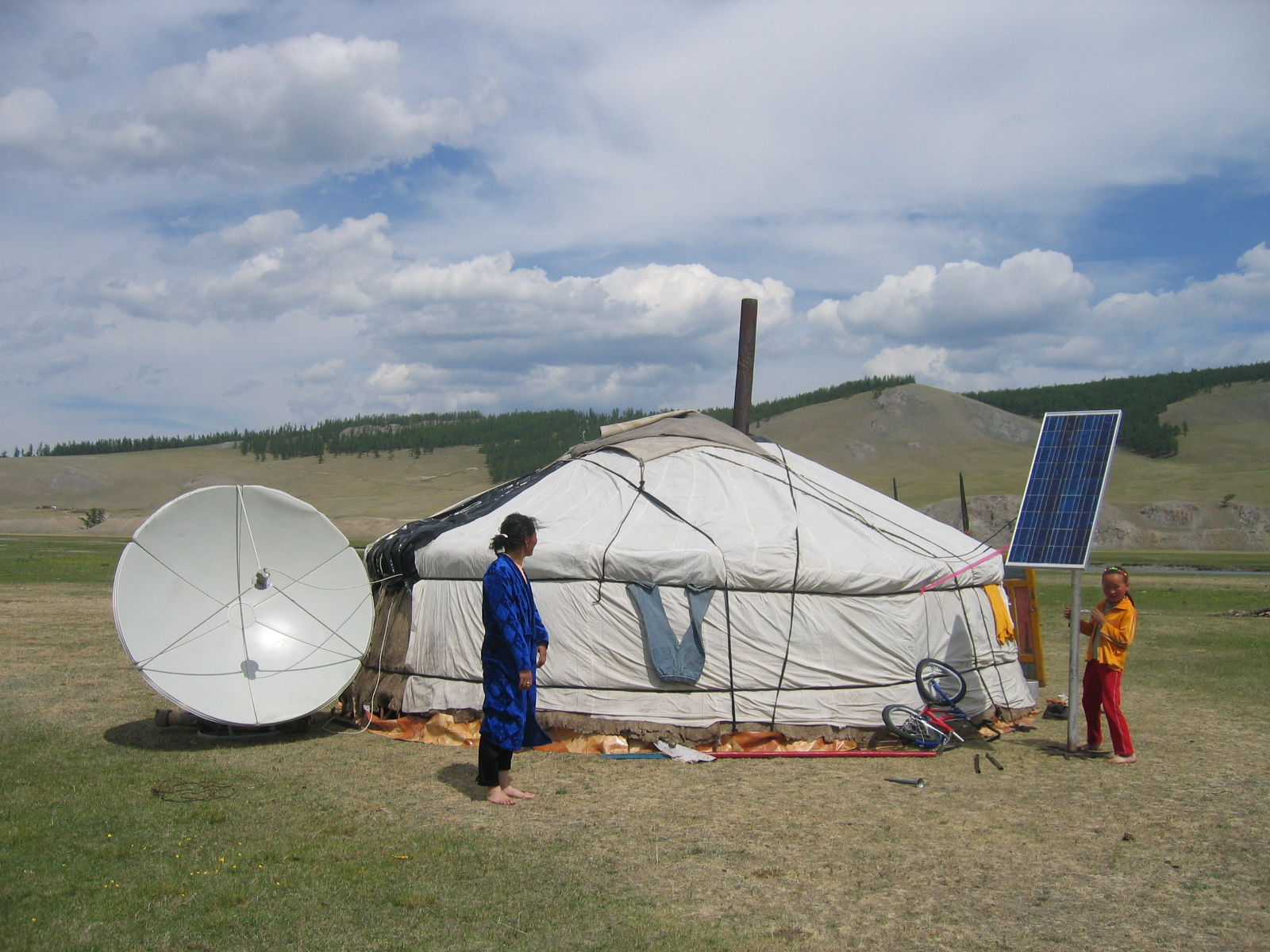
現代的なゲル

ゲル（モンゴル語: гэр、ᠭᠡᠷ 転写：ger、満洲語：ᠪᠣᠣ 転写：boo）は、主にモンゴル高原に住む遊牧民が使用している伝統的な移動式住居のこと。日本では、中国語の呼び名に由来するパオ（包）という名前で呼ばれることも多い。
テュルク語では古くからユルト（yurt）あるいはユルタ（يورت）と呼ばれたもので、現在でもテュルク系遊牧民のカザフ人やキルギス人が用いるユルトはほぼ同じ形状である。なだらかな草原地帯に適しており、より乾燥して起伏の多い西アジアではテュルク系遊牧民も方形の移動式住居を使っている。

## 構造
ゲルは円形で、中心の柱（2本）によって支えられた骨組みを持ち、屋根部分には中心から放射状に梁が渡される。これにヒツジの毛でつくったフェルトをかぶせ、屋根・壁に相当する覆いとする。壁の外周部分の骨格は木組みで、菱格子に組んであり接合部はピン構造になっているので蛇腹式に折り畳むことができる（「マジックハンド」と呼ばれる玩具の伸縮部分と構造は同じである）。木組みの軸にあたる部分にはラクダの腱が使われる。寒さが厳しいときは、フェルトを二重張りにしたり、オオカミなどの毛皮を張り巡らすなどして防寒とする。一方で、夏の日中暑いときはフェルトの床部分をめくり、簡単に風通しをよくすることができる。
内部は、直径4 - 6mほどの空間である。ドアがある正面を南向きにして立てられ、入って向かって左手の西側が男性の居住空間、向かって右手の東側が女性の居住空間である。中央にストーブを兼ねた炉を置いて暖をとり、料理をするのに使う。炉は東側を正面にするように置かれており、女性の側から扱いやすいようになっている。向かって正面は最も神聖な場所で、チベット仏教の仏壇が置かれたりする。頂点部は換気や採光に用いられるよう開閉可能な天窓になっており、ストーブの煙突を出すことが可能である。
現代的なゲルの外部には発電のための太陽光パネルと蓄電池、衛星放送を受信するためのパラボラアンテナなどが設置されている。これで周囲数百kmにわたって何もない大草原でもテレビや携帯電話が利用できる。モンゴル国では2011年に携帯電話の普及率が100％を超え、さらにスマートフォン（スマホ）も普及するなど急速にIT化が進展する。この背景として、スマホのアプリで銀行口座を扱うなど、銀行や郵便局がある都市部から遠く離れた場所で移動生活を行う遊牧民だからこその事情がある（なお、携帯電話の普及率が100%を超えるのは、期限切れのプリペイド携帯を複数所有するからであり、同時に複数の回線を契約しているわけではない）。モンゴルポスト（国営のモンゴル郵便）が、インターネットとGPSを使って遊牧民の現住所を特定し、郵便物を配送する「what3words」というシステムを2016年に導入し、スマホがあればアプリで住所が特定され、周囲数百kmにわたって何もない大草原に設営されたゲルにも郵便が届く。また、日本の大相撲でのモンゴル人力士の活躍を見るために衛星放送を視聴する必要があり、モンゴルの冬は暗い時間が多いために電灯も取り付けられているなど、現代的なゲルの内部には現代的な電化製品が少なくない。
モンゴル帝国の時代頃までは車輪をつけ、ウマを使って引っ張って長距離を簡単に移動できるゲルが存在したことが、当時の旅行記の記録からわかっている。現在はそれほど大規模な移動は行われないため、移動の度に分解してラクダの背やトラックに乗せて運ぶ。分解や組み立ては共に遊牧を行う数家族の男たちが総出で行い、数十分から1時間で終わる。

## ゲルの社会関係
ゲル1帳は、おおむね夫婦を中心とする1小家族が住むが、遊牧民たちは一般に2 - 3帳のゲルからなる拡大家族集団（アイル、現代モンゴル語では「仲間」や「村」の意味もある）でまとまって遊牧を行う。拡大家族はそれぞれの戸長が親子、兄弟などからなる場合が多いが、地域によっては戸長の友人関係で血縁関係の薄い数家族が集まる場合もある。同じ地域で遊牧を行う複数のアイルの集合体がいわゆる部族（アイマク）であり、これらが遊牧民の政治単位となるが、現在では解体されており、現代のモンゴル国ではアイマクは県を指す。
19世紀以前のモンゴルにはアイマクに王侯貴族がおり、隷属民の牧夫を抱え、隷属民まで含めゲルが何十何百も集まった大型のゲル集落が存在していた。これを中世モンゴル語ではクリエン、近世モンゴル語ではフレーといい、その中央には王侯貴族の住む大型のゲルがあった。このような大型のゲル、および大型のゲルを中心とした遊牧民の宮廷のことをふつうオルドと呼んでおり、モンゴル帝国のハーンたちは非常に大きなゲルをオルドとしていたことが知られる。
現代のモンゴル国の前身となった清朝統治下の外モンゴルでは、最も大きなゲルに住み、最も数の多いフレーを従えていたのは外モンゴルを代表する活仏であるジェブツンダンパ・ホトクトであった。のちにジェブツンダンパのフレーは遊牧移動を止めて一箇所に定着し、19世紀には漢民族の商人も住み着く都市に変貌する。この都市が、現在のモンゴル国の首都ウランバートルの前身であるイフ・フレー（大フレー）である。現在も、ウランバートル市内には固定家屋と並んで庭にゲルを立て、都市内であえてゲルで生活する人も非常に多い。

## ゲル地区

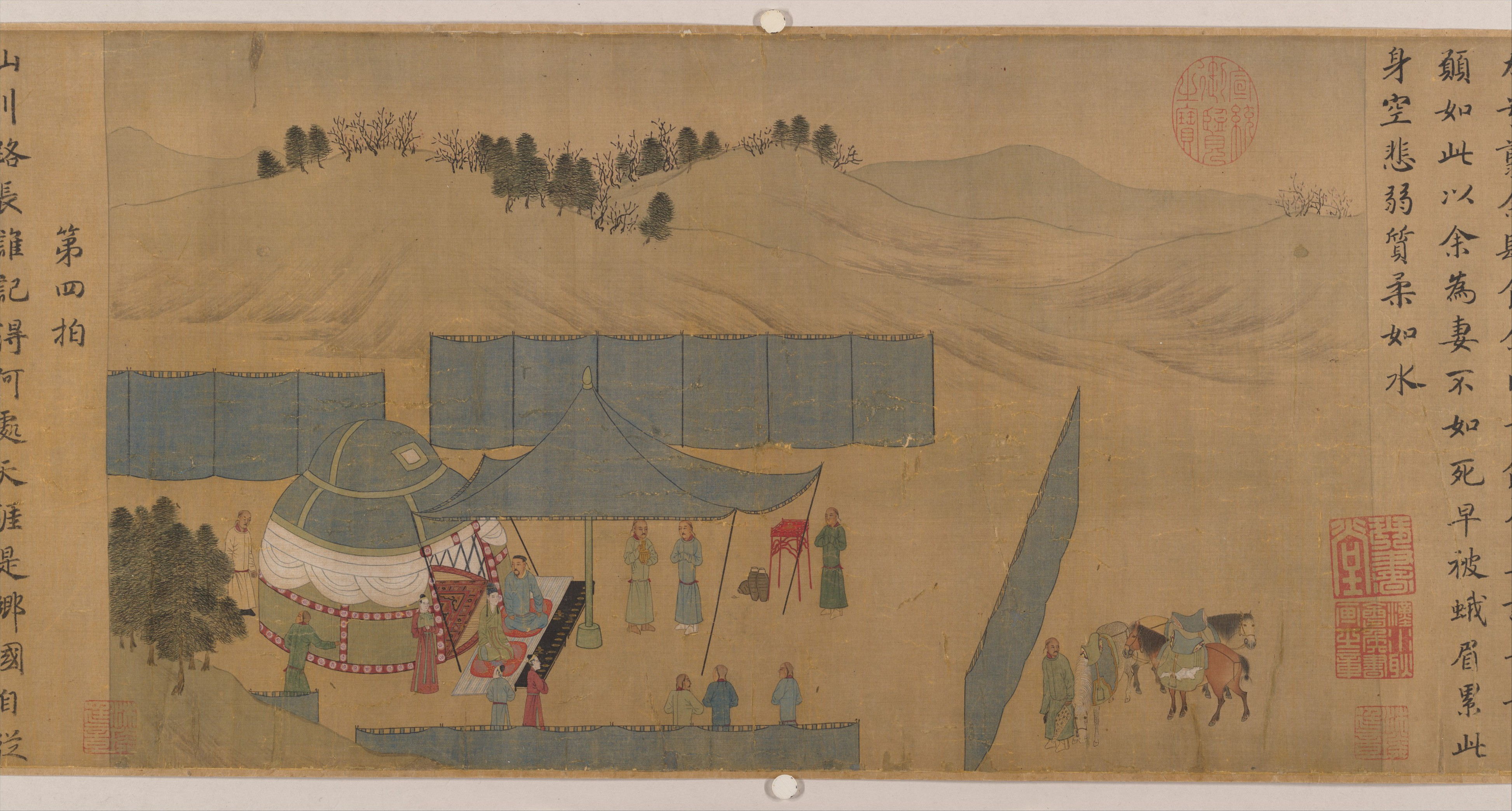
契丹のゲル

ウランバートル等の大都市では、マンションで生活する人の他に、ゲルで生活する人たちがいる。牧村から流入した元牧民が、郊外を不法占拠し、スラム化している場合も多いが、元々は日本でいう長屋暮らしの域を出ない。貧困の象徴でもなければ、異文化の象徴でもなく、モンゴルの最も庶民的な住居なのである。2005年時点、家賃も日本円で350円前後と手頃なため、低所得層が愛用している。ただ、水道や風呂がなく、便所が共用のうえに非水洗、中央暖房がない、といった状態が多い。ゲルが集中した地域を「гэр хороолол（ゲル・ホローロル＝ゲル地区）」と呼ぶ。中央暖房がないため、長く厳しい冬は石炭を主要な暖房燃料とすることが多く、多くのゲルから排出される煤煙による大気汚染が深刻化している。

## ゲルの建て方

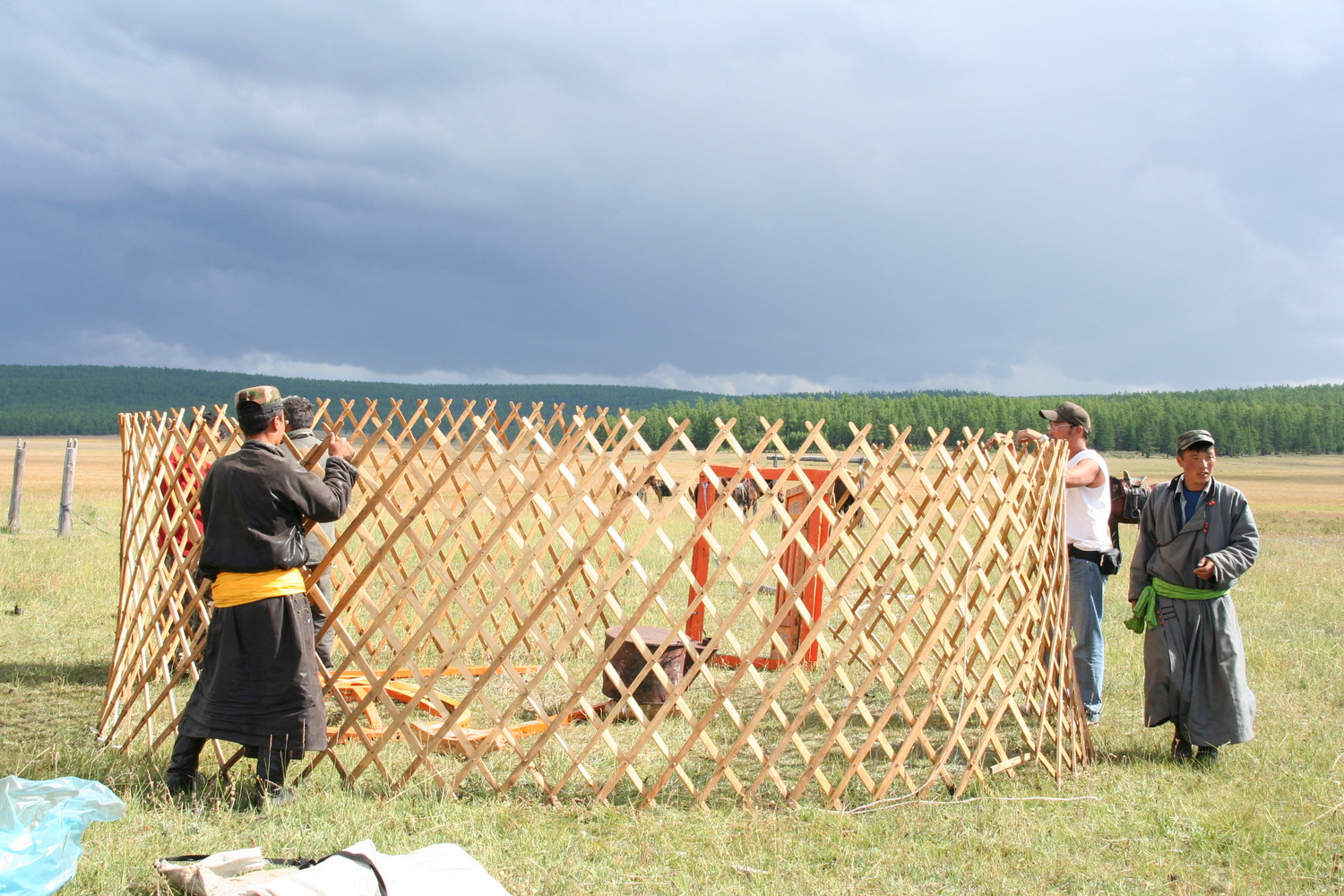
ゲルの壁の骨組み。
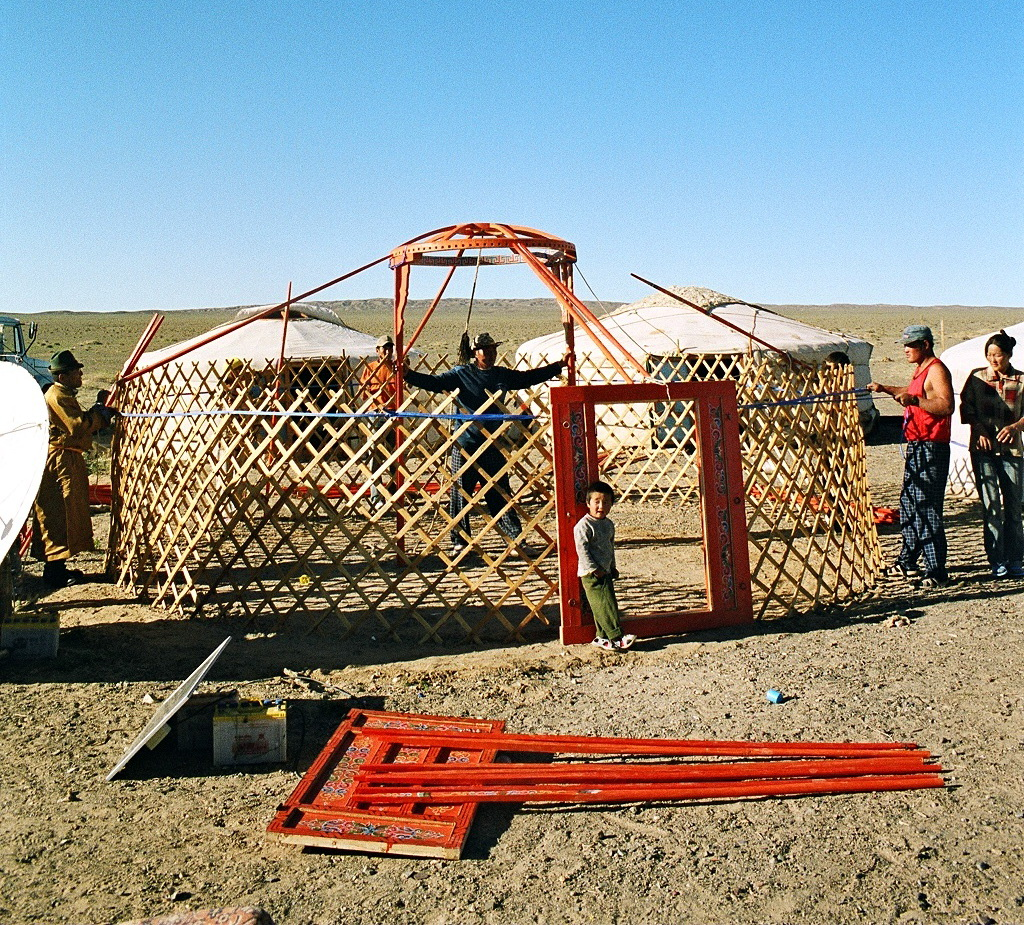
壁の骨組みから梁を延ばす。
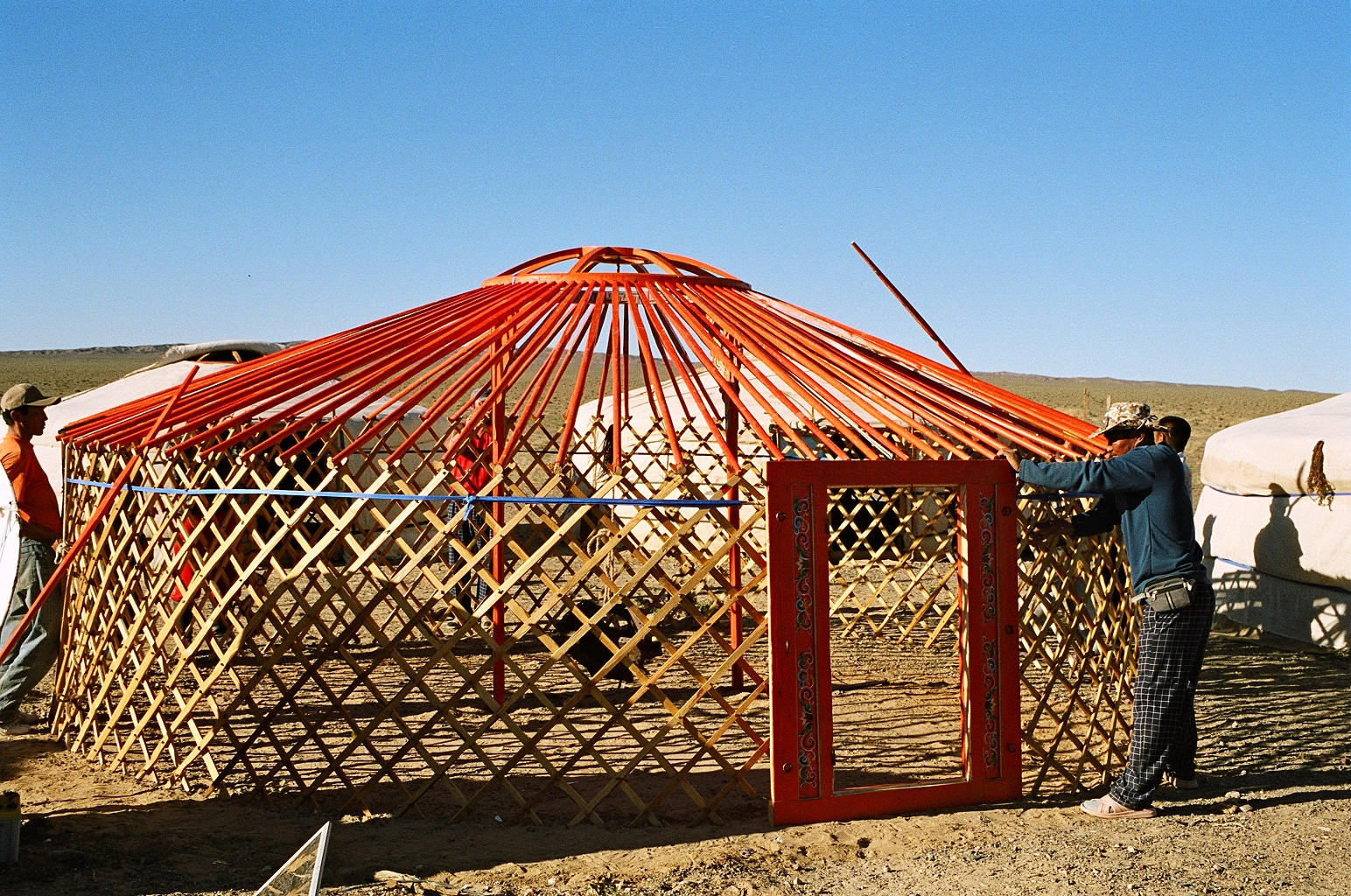
屋根の骨組みが完成。
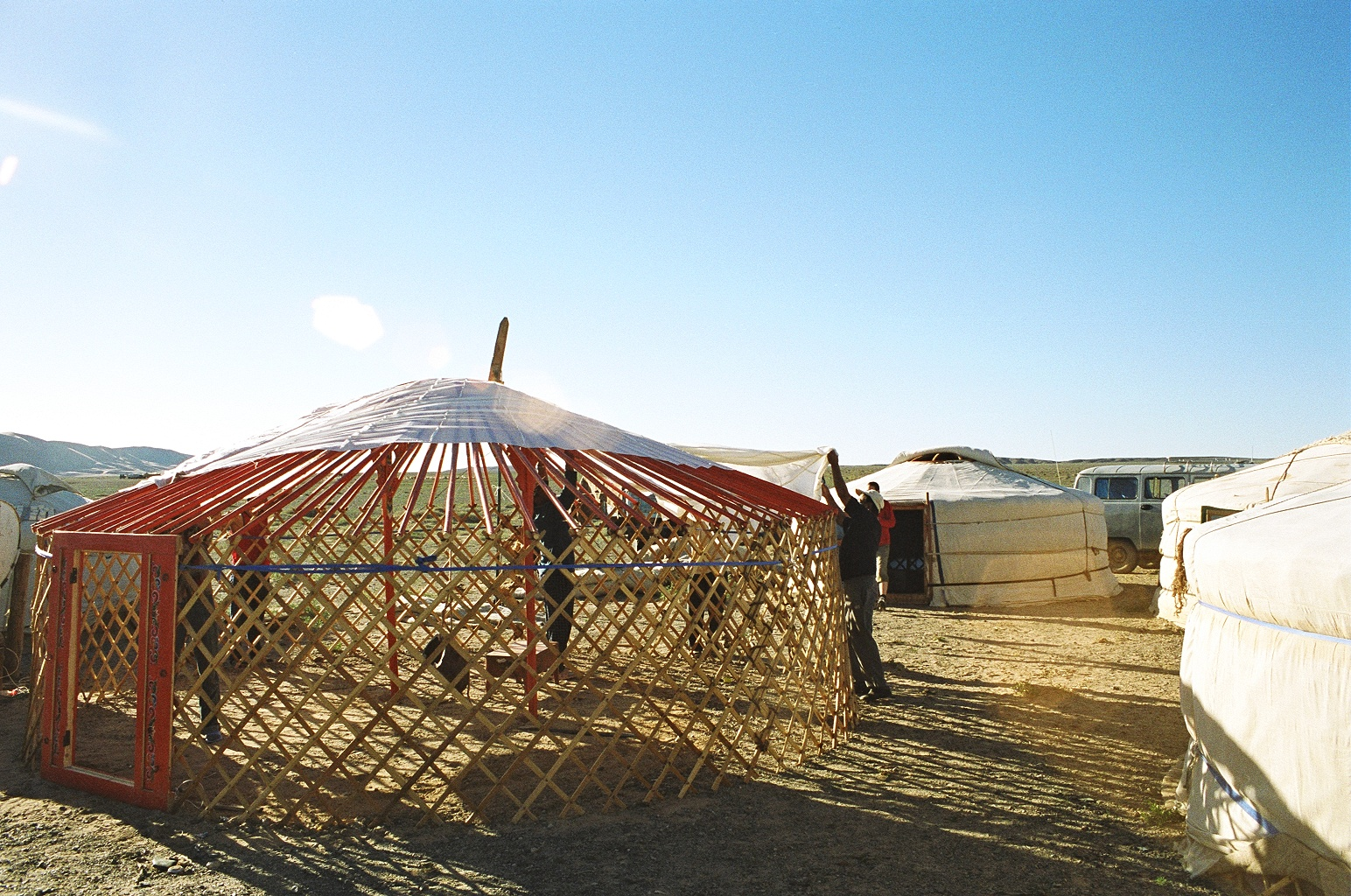
内側の覆いをかける。
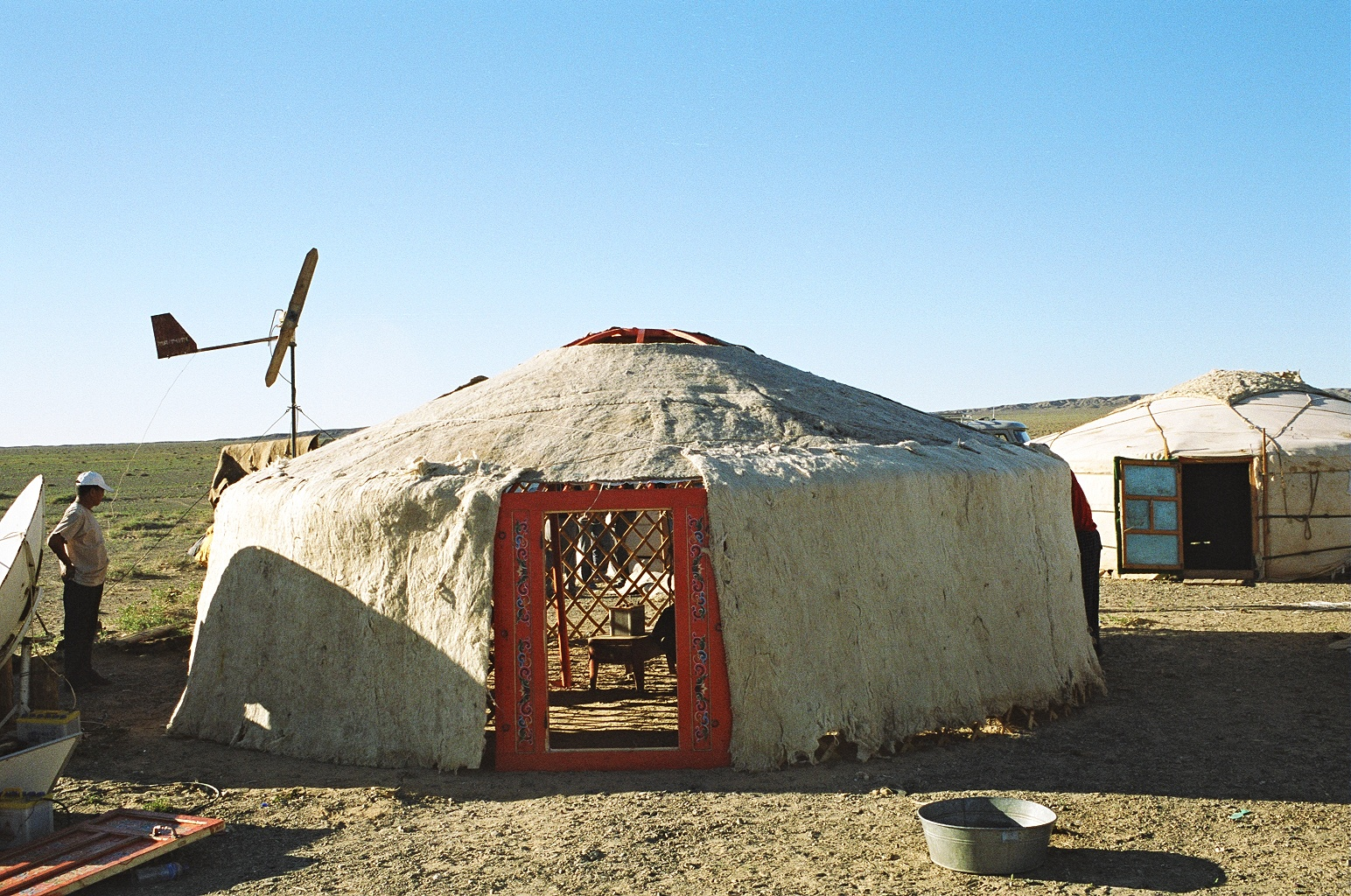
中間のフェルトの覆いをかける。
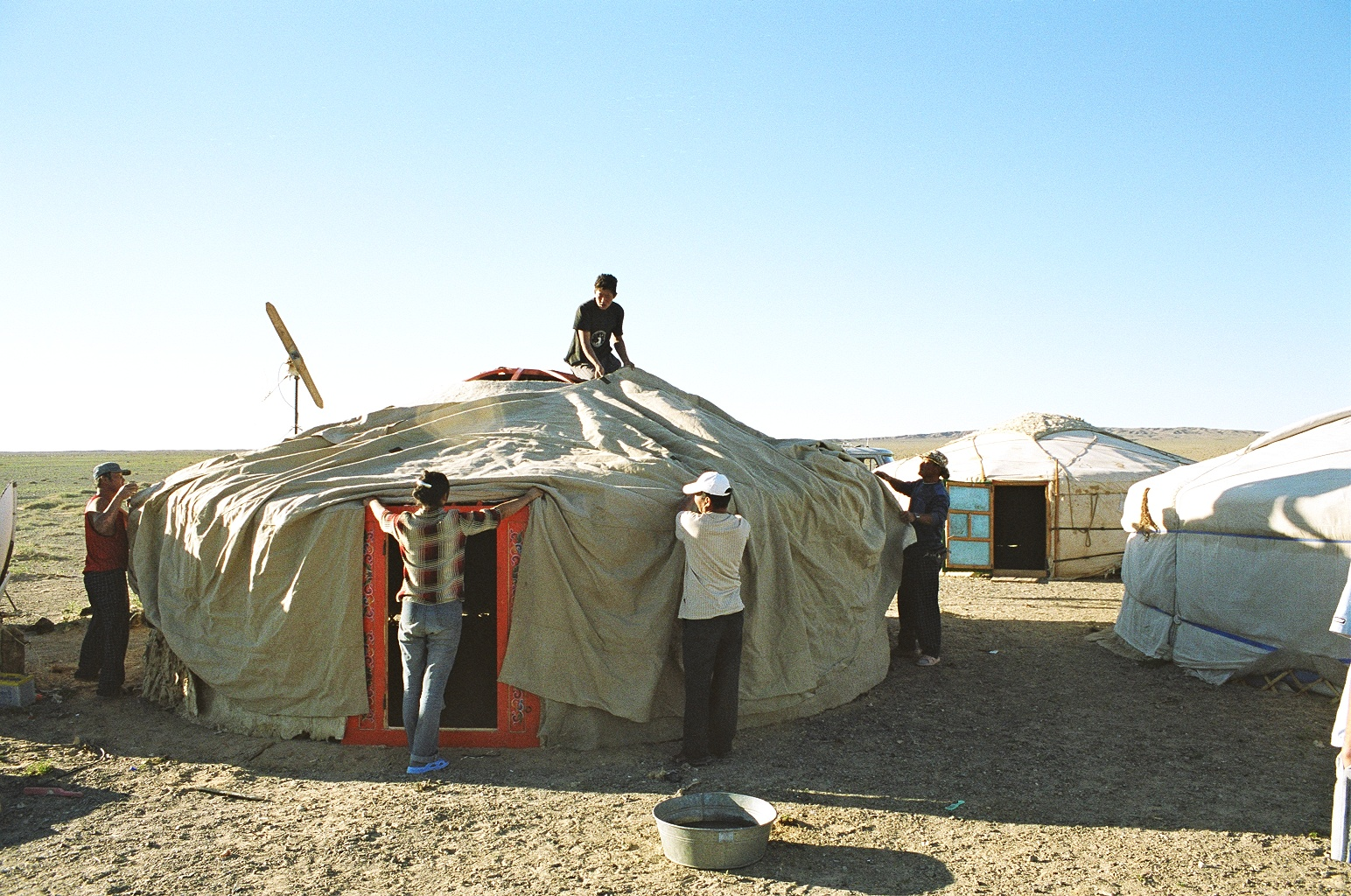
外側の覆いをかけて完成。

## 派生
現代日本では、ゲルがモンゴル料理店の雰囲気づくりに使われたり、ゲルを模したグランピング用テントが製造されたりしている。